# Східно-Індійський хребет

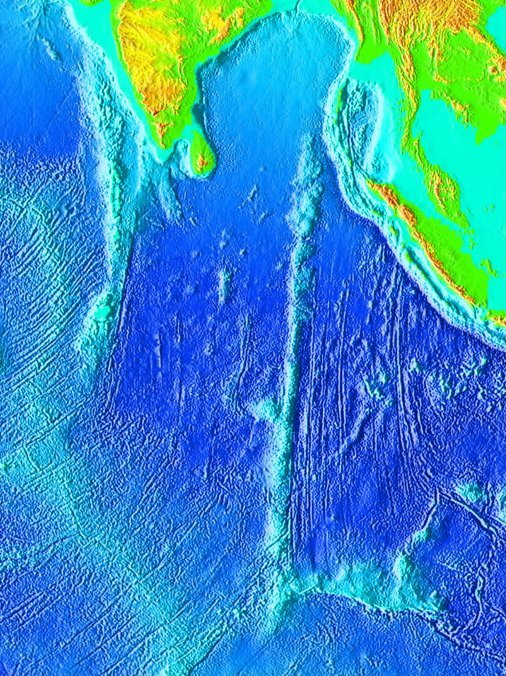
Східно-Індійський хребет у центрі зображення та Чагос-Лакадівський хребет у верхньому лівому куті

Східно-Індійський хребет (також називається Дев'яносто-східний хребет, 90-й східний хребет або 90°східний хребет) — лінійне внутрішньоплитне підвищення на дні Індійського океану, назване на честь його майже паралельного простягання вздовж 90-го меридіана в центрі Східної півкулі. Це приблизно 5 000 кілометрів (3 100 миля) завдовжки та може бути простежена топографічно від Бенгальської затоки на південь у напрямку Південно-Східного Індійського хребта (SEIR), хоча ця структура продовжується на північ, де вона прихована під осадовими породами Бенгальського виносного хребту. Хребет простягається між 31° південної широти та 9° північної широти та має середню ширину 200 км (120 миля).

## Опис
Хребет розділяє Індійський океан на Західний та Східний Індійський океан. Північно-східний бік називається Вортонським басейном і закінчується на західному кінці зони розлому Діамантина, яка проходить на схід і майже до Австралійського континенту.
Хребет в основному складається з океанічних острівних толеїтів (OIT), підмножини базальту, вік яких, як було показано, збільшується приблизно з 43.2 ± 0,5 мільйонів років тому на півдні до 81.8 ± 2.6 мільйони років тому на півночі. Новіші дослідження з використанням сучасних Ar-Ar методів показують вікову прогресію від 77 мільйони років тому з 5° пн. ш. до 43 мільйони років тому на 31° пд.ш. Ще новіша робота з більшою кількістю зразків дає діапазон 82 до 37 мільйонів років тому :1178Цей віковий прогрес спонукав геологів припустити, що гаряча точка в мантії під Індо-Австралійською плитою створила хребет, коли плита рухалася на північ у пізньому мезозої та кайнозої. Цю теорію підтверджував аналіз хімічного складу плато Кергелен і трапп Раджмахал, які, як вважається, являють собою базальти, що виверглися на початку вулканізму в гарячій точці Кергелен, яка потім була розділена навпіл, коли Індійський субконтинент рухався на північ. Однак, було зазначено, що область Східно-Індійського хребта, окрім того, що вона пов'язана з гарячою точкою, є частиною дифузної межі між Індійською та Австралійською плитами.:411–12  Це призвело до змін у розумінні. Деякі дотримуються близької до первісної точки зору.: 1105–6  На Східно-Індійському хребті не спостерігається систематичних ізотопних варіацій вздовж хребта, що суперечить гіпотезі про походження всього хребта від старіючого мантійного шлейфу.:1177 Принаймні три різні джерела мали внести свій вклад в утворення базальтів хребта.:1177 Це призводить до інтерпретації, що принаймні дві окремі гарячі точки зробили свій внесок, і Східно-Індійський хребет переважно є історичною дивергентною межею плит з виверженнями з глибокого мантійного джерела.:1177:131

### Геодезія
Хребет був обстежений кілька разів у минулому, включаючи кілька разів за допомогою програми глибокого морського буріння. У 2007 році RV Roger Revelle зібрав батиметричні, магнітні та сейсмічні дані разом із зразками земснарядів з дев'яти ділянок уздовж хребта в рамках обстеження інтегрованої програми буріння (IODP), призначеного для вивчення гіпотези гарячої точки для хребта.

## Походження
Вважалося, що Індія та Австралія лежать на одній тектонічній плиті принаймні протягом останніх 32 мільйонів років. Однак, враховуючи високий рівень сильних землетрусів у районі Східно-Індійського хребта та ознаки деформації в центральній частині Індійського океану, доцільніше розглядати деформовану область у центральній частині Індійського океану як широку зону межі плит, що розділяє Індійську плиту та Австралійську плиту.

## Палеонтологія
Протягом пізнього палеоцену, близько 60 мільйонів років тому, частини Східно-Індійського хребта тимчасово оголювалися протягом 2–3 мільйонів років у вигляді вулканічних островів, ймовірно, 1 000 км (600 миля) від найближчої суші. У свердловинах, пробурених на хребті, знайшли збережений пилок та фрагменти рослинної кутикули. Було відзначено, що флора найбільш схожа на австралійську та антарктичну флору, ніж на індійську, включаючи хвойні дерева родини Podocarpaceae, а також 15 видів покритонасінних рослин, зокрема представників Arecaceae, Chloranthaceae sensu lato, Lauraceae, Gunnera, Gillbeea та, можливо, Callitrichaceae.

## Додаткова інформація
- Sager, William W. (2007). Cruise Report KNOX06RR R/V Roger Revelle 18 June to 6 August, 2007, Phuket to Singapore (PDF). Scripps Institution of Oceanography. Архів оригіналу (PDF) за 4 березня 2016. Процитовано 23 вересня 2011.
- Nobre Silva, I. G. Deciphering mantle source components in basalts from hotspot tracks and oceanic islands (Дипломна робота). University of British Columbia. doi:10.14288/1.0053092.
- Sager, W. W.; Paul, C.F.; Krishna, K.S.; Pringle, M.S.; Eisin, A.E.; Frey, F.A.; Rao, D.G.; Levchenko, O.V. (September 2010). Large fault fabric of the Ninetyeast Ridge implies near-spreading ridge formation (PDF). Geophysical Research Letters. 37 (L17304): n/a. Bibcode:2010GeoRL..3717304S. doi:10.1029/2010GL044347.
- Verzhbitsky, E. V. (2003). Geothermal regime and genesis of the Ninety-East and Chagos-Laccadive ridges. Journal of Geodynamics. 35 (3): 289—302. Bibcode:2003JGeo...35..289V. doi:10.1016/S0264-3707(02)00068-6.

### Східно-індійський хребет (94 млн років— дотепер)
- Video including 90 East Ridge Formation (94 Ma (million years ago) — present). YouTube. Plate tectonics, Paleogeography, & Ice Ages (dual hemispheres) by Christopher Scotese, 2019. (Field Museum of Natural History & Northwestern University).
- Video including 90 East Ridge Formation (94 Ma (million years ago) — present). YouTube. Plate Tectonics, 540Ma — Modern World by Christopher Scotese, 2016. (Field Museum of Natural History & Northwestern University).

3° пд. ш. 90° сх. д. / 3° пд. ш. 90° сх. д.